# 博氏隱帶麗魚
博氏隱帶麗魚為輻鰭魚綱鱸形目隆頭魚亞目慈鯛科的其中一種，分布於南美洲巴拉圭河及巴拉那河下游流域，體長可達3.9公分，生活在河川中底層水域，屬肉食性，以蠕蟲、昆蟲及甲殼類為食，生活習性不明，可作為觀賞魚。

## 擴展閱讀
維基物種上的相關：博氏隱帶麗魚